# Улица Гунара Астрас
Улица Гу́нара А́страс (латыш. Gunāra Astras iela) — улица в Видземском предместье города Риги, одна из важнейших транспортных магистралей Пурвциемса. Названа в честь латышского диссидента и борца за права человека Гунарса Астры (1931—1988).
Улица Гунара Астрас начинается от перекрёстка с улицей Лиелвардес и заканчивается пересечением с улицей Августа Деглава, переходя далее в улицу Дарзциема. Проезжая часть состоит из четырёх полос движения (по 2 в каждом направлении) с разделительной полосой посередине. Общая длина улицы — 1757 метров.
Возникла в 1974 году; первоначально носила имя командира разведгруппы штаба 1-го Прибалтийского фронта Арвида Розе (1909—1944) (в довоенной Латвии Арвид Розе был осуждён на 6 лет тюрьмы за шпионаж в пользу СССР). Современное название улица носит с 1996 года.

## Достопримечательности
- Дом мебели
- Высотное здание «Астра люкс»
- Римско-католическая церковь Святой Троицы

## Прилегающие улицы
Улица Гунара Астрас пересекается со следующими улицами:
- Улица Лиелвардес
- Улица Упеню
- Андромедас гатве
- Джохара Дудаева гатве
- Улица Дзелзавас
- Улица Пуцес
- Улица Курмью
- Улица Стирну
- Улица Августа Деглава